# 장성집
장성집(張--, 1786년 ~ 1839년 5월 26일)은 조선의 천주교 박해 때에 순교한 한국 천주교의 103위 성인 중에 한 사람이다. 세례명은 요셉(Iosephus)이다.

## 생애
장성집은 한양의 한 이교도 집안에서 태어났다. 그는 한약상에서 일했고, 두 번 결혼했지만 부인들이 일찍 죽어 홀아비가 되었다.
그는 30세에 천주교의 교리를 공부하기 시작했다. 그러나 그는 성육신과 동정 탄생의 교리를 믿지 못하였다. 그는 하느님이 스스로 겸손하게 인간 사랑을 위하여 사람이 되었다는 것도 믿을 수 없었다. 의심의 문제를 해결하지 못한 그는 천주교의 교리 공부를 단념하였다. 그러나, 그의 친구들 중에 천주교 신자가 한 명 있었는데, 그에게 하느님께로 돌아오도록 설득하였다. 장성집은 과거 자신의 죄를 뉘우쳤고, 기도와 묵상 그리고 성경 읽기에 빠져 살았다.
그는 친구들과 어울리는 것도 마다하고 혼자 지내는 삶을 살았다. 그의 친구들은 그에게 왜 장사를 하지 않느냐고 물었다. 그는 속세에서 부유함을 누리고 살기보다는 하느님을 위해서 그리고 영원한 행복을 위해서 춥고 배고프게 지내는 것이 더 낫다고 대답했다. 그는 1838년 4월의 같은 날에 영성체 세례와 견진성사를 받았다.
그가 용감한 순교자들의 소식을 듣고 격분하여 그는 조정에 직접 항거하려 하였으나, 그의 대부는 그의 결단을 말렸다. 마침내 그는 5월 18일에 체포되었고, 이웃들과 그를 잡아가려는 사람들이 하나같이 그의 종교를 부정하라고 충고했다. 그러나 그는 오히려 사람들에게 자기 신앙을 거듭 확고히 다졌다. 그는 "나는 하느님을 사랑해야 하는 한 사람이다. 하느님께서는 이 세상의 모든 것을 창조하셨으며, 좋은 사람은 천당으로, 나쁜 사람은 지옥으로 보내신다."고 말했다.
포도대장은 그를 상급 재판소로 이송했다. 장성집은 관청의 아치들이 왜 자신을 아무런 심문이나 고문도 없이 내버려 두는지 알려달라고 외쳤다. 이미 그는 정신병자로 오해받고 있었고, 다시 감옥에 수감되었다. 포장은 끊임없이 배교하라고 충고하였으나, 그는 포장의 충고를 일언지하에 거절했다. 그는 곤봉으로 수차례 맞고, 다시 감옥에 수감되었다. 결국 그는 1839년 5월 26일, 54세의 나이로 한양에 있는 감옥에서 순교하였다.

## 시복 · 시성
장성집 요셉은 1925년 7월 5일에 로마 성 베드로 광장에서 교황 비오 11세가 집전한 79위 시복식을 통해 복자 품에 올랐고, 1984년 5월 6일에 서울특별시 여의도에서 한국 천주교 창립 200주년을 기념하여 방한한 교황 요한 바오로 2세가 집전한 미사 중 이뤄진 103위 시성식을 통해 성인 품에 올랐다.

## 참고 문헌
- (영어) Catholic Bishops' Conference of Korea. 103 Martryr Saints: 장성집 요셉 Ioseph Chang Song-jib